# Hamburgischer Verein Seefahrt
Der Hamburgische Verein Seefahrt e.V. (HVS) ist ein Segelverein, der junge Menschen zu Hochseeseglern ausbildet.

## Geschichte
Der Hamburger Reeder Albert Ballin gründete den HVS 1903, um eine Yacht (Hamburg) unter der Flagge der Hansestadt als Konkurrenz für Kaiser Wilhelms Yacht Meteor ins Rennen zu schicken. Die Crew (Mannschaft) der Hamburg wurde nach dem Prinzip „Körperliche Ertüchtigung der Jugend durch die Hochseesegelei“ aufgestellt. Die Hamburg segelte so erfolgreich, dass Kaiser Wilhelm deren Skipper abwarb.
Die Vereinsschiffe werden bis heute nach alter hanseatischer Tradition von Hamburger Kaufleuten und Reedern unterstützt. Ziele wie Ostsee, Nordsee und sogar Atlantik werden mit den Yachten im Rahmen internationaler Hochseeregatten ersegelt, unter Einhaltung des Vereinszwecks Förderung von Jugendlichen zu ambitionierten Hochseeseglern.
Im Jubiläumsjahr 2003 wurde unter der Leitung des Norddeutschen Regattavereins (NRV) eine Transatlantik-Regatta von Newport (Rhode Island) nach Cuxhaven/Hamburg, das Rennen DaimlerChrysler North Atlantic Challenge organisiert.